# Karl Dankwart

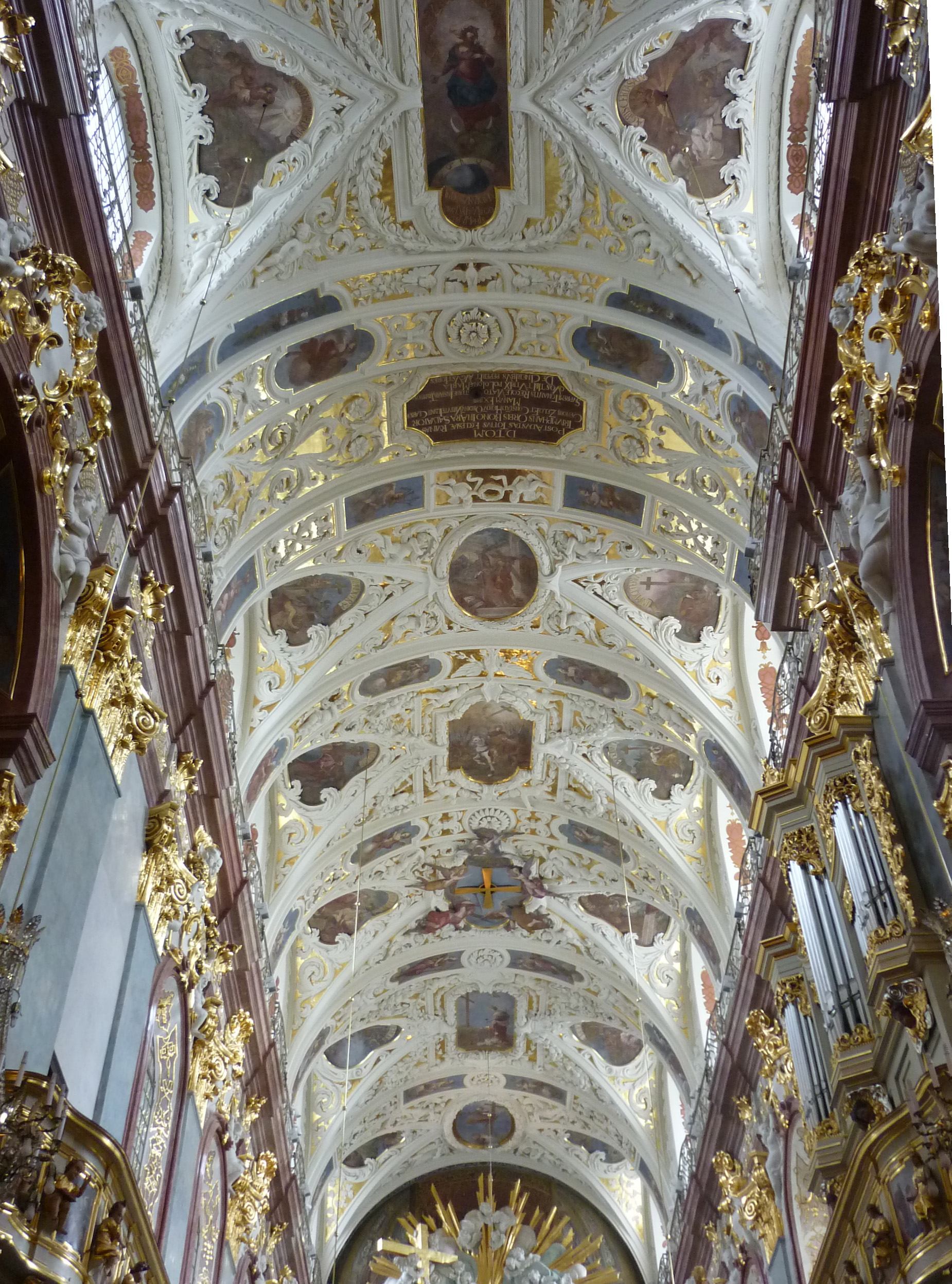
Fresken am Gewölbe der Marienbasilika in Tschenstochau

Karl Dankwart, auch Carl Tanquard, lateinisch Carolus Tanquart; (* in Schweden; † 24. Mai 1704 in Neisse, Fürstentum Neisse), war ein in der Grafschaft Glatz, in Schlesien, Mähren und Polen wirkender Hof- und Kirchenmaler sowie Freskant.

## Leben
Dankwart bzw. Tanquard war der Sohn eines Obersten des Schwedischen Heeres. Angaben über seine Jugend in Schweden und seine Übersiedlung nach Schlesien sind nicht bekannt. Die früheste Nachricht stammt aus dem Jahr 1686, als er sich in Glogau niederließ, wo er heiratete und eine Familie gründete. Seine Konversion zum Katholizismus ergibt sich aus dem entsprechenden Eintrag im Taufbuch der Neisser St.-Jakob-Kirche, wo er als „Carolus Tanquart, Königlicher Hofmaler in Polen“ bezeichnet wird. Seine ersten Auftraggeber waren die Jesuiten. Für deren Konvikt schuf er die Malereien im Innenraum der damals neu errichteten Neisser Himmelfahrtskirche sowie Bilder für das Gymnasium Carolinum. Zudem war er Hofmaler des Breslauer Fürstbischofs und Kurtrierer Kurfürsten Franz Ludwig von Pfalz-Neuburg und des polnischen Königs Jan III. Sobieski.
1693 schuf Dankwart für die Pfarr- und Dekanatskirche Mariä-Himmelfahrt in Glatz 14 Bildnisse zur Hymne des Salve Regina Auch die dortigen elf Gemälde mit Heiligen aus dem Jesuitenorden sowie der hl. Maria, Jesus und der Enthauptung Johannes’ des Täufers soll er gemalt haben.
Für das Glatzer Jesuitenkolleg schuf er zwei Gemälde mit der Darstellung der Marienvision, die der spätere Prager Erzbischof Ernst von Pardubitz in diesem Gotteshaus erlebt hatte:
- „Das Marienerlebnis des Knaben Arnestus von Pardubitz“ und
- „Arnestus von Pardubitz als Erzbischof vor der Muttergottes“[2]
- Ebenfalls im Auftrag des Glatzer Jesuitenkollegs malte er das Porträt des Glatzer Dechanten Hieronymus Keck († 1652), der dem Glatzer Konvikt seinen Besitz gestiftet hatte. Das Gemälde befindet sich im vormaligen Konvikt (heute Muzeum Ziemi Kłodzkiej / Museum des Glatzer Landes).

1693 freskierte Dankwart in der Ottmachauer Stiftskirche die Deckengemälde und die Gurtbögen.
Für das Jesuitenkonvikt in Znaim schuf er das Altarbild mit dem hl. Michael.
Für die Basilika Mariä Himmelfahrt und der Wiederauffindung des Heiligen Kreuzes in Tschenstochau malte er die Wand- und Deckenmalereien. In Krakau war er in Zusammenarbeit mit dem Stuckateur Baldassare Fontana in der Annakirche, in der St.-Hyazinth-Kapelle, in der Dominikanerkirche und wahrscheinlich auch in der St.-Andreas-Kirche tätig.